# Нового Времени не было
«Нового времени не было» (фр. Nous n'avons jamais été modernes: Essai d'anthropologie symétrique) — книга французского философа и социолога Бруно Латура, изданная в 1991 году; первоначально опубликованная на французском языке, книга была переведена на английский в 1993 году.

## Содержание
Книга представляет собой «антропологию науки», где исследуется дуалистическое различие, которое эпоха модерна проводит между природой и обществом. Досовременные народы, утверждает Латур, не совершали подобного разделения. Современные общественные проблемы, такие как глобальное потепление, пандемия ВИЧ/СПИДа и новые биотехнологии, смешивают политику, науку, популярный и специализированный дискурсы до такой степени, что аккуратный дуализм природы и культуры больше невозможен. Эта непоследовательность породила постмодернистские и антимодернистские движения. Латур пытается воссоединить социальный и природный миры, утверждая, что модернистского различия между природой и культурой никогда не существовало. Другими словами, было бы полезнее считать себя «асовременными» или «несовременными». Он утверждает, что люди должны переработать своё мышление, чтобы представить себе «Парламент вещей», в котором явления природы, социальные явления и дискурс о них рассматриваются не как отдельные объекты, подлежащие изучению специалистами, а как гибриды, созданные и тщательно изученные в результате взаимодействия людей, вещей и понятий.  
"Latour speaks of modern and non-modern constitutions, each with four “guarantees”. There is also an implicit notion of a pre-modern constitution as well, though its less codified conventions would not amount to guarantees. Each of his constitutions addresses four, so to speak, ontological realms: the subject, the object, language and being. The realm of the subject is also that of society, communities, culture and the state; the realm of the object is that of things, technologies, facts and nature; the realm of language includes practices of discourse, mediation, translation, delegation and representation; and, finally, the realm of being includes God and the gods, the immortals, the totemized ancestors – it includes questions of existence. For Latour every epoch’s constitution must have conventions and guarantees in these four ontological realms.
The four guarantees of the modern constitution for Latour are: (a) that nature (i.e. things, objects) is “transcendent”, or universal in time and space; there to be discovered; (b) that society (the subject, the state) is “immanent”, i.e. it is continually constructed “artificially” by citizens or by subjects; (c) that “translation networks” between these first two realms are “banned”, i.e. the “separation of powers” of these realms is “assured”; (d) that a “crossed out God” acts as “arbitrator” of this dualism."

## Влияние и заблуждения
Спекулятивный реалист Грэм Харман отмечает, что некоторые неверно представляют Латура как постмодерниста. Харман ссылается на то, что «Нового времени не было» имеет решающее значение для понимания концептуализации Латуром «постмодернистов как модернистов с добавлением знака минус», и поэтому отвергает обвинения Латура как постмодерниста. Харман продолжает находиться под влиянием «Нового времени не было», добавляя, что постмодернизм продолжает быть субъекто-центричным или антропоцентричным (как и современность) в своём различении субъекта и объекта. Это составляет основу объектно-ориентированной онтологии Хармана.